# ヤーネルヒル火災
ヤーネルヒル火災は、2013年6月28日にアメリカ合衆国・アリゾナ州のヤーネルヒル近辺で起こった山火事。

## 概要
6月28日、落雷によって火災が発生。アメリカ史上最悪の山火事の一つになり、地元の消防隊であるグラナイト・マウンテン・ホットショッツのメンバー19人が死亡した。この19人という数字は、消防士の犠牲者数としてはアメリカ同時多発テロ以降では最多で、山火事の犠牲者としては過去80年で最も多い惨事となった。
この悲劇は、主に天候パターンの極端で急激な変化に起因するもので、火災が激化したために消防士の避難経路が断ち切られ、火災の猛烈な熱と炎によって焼死した。このほかにも、避難経路を取り囲む地形の影響で、犠牲者の火災現場の視界が遮られ、状況認識が制限された可能性があることや、無線通信の問題なども悲劇の一因となったという。

## 火災の経過
2013年6月28日午後5時36分ごろ、フェニックスの北方130km付近にある、700人ほどの住民が住んでいるヤーネル近辺に落ちた雷が火災を発生させた。6月30日には、時速35kmという強風が後押しして類焼面積は120ヘクタールから810ヘクタールにまで広がった。この地域では長期的な干ばつが続いており、38℃という気温も急速な延焼の一因とされている。
7月1日までに類焼面積は3,400ヘクタールにまで広がり、近隣のコミュニティであるピープル・ヴァレーの住民は避難を余儀なくされた。火災は400人以上の消防士をもってしても完全に制御不能になった。7月2日、火災の8%は封じ込められ、過去24時間の類焼は見られなかった。7月3日には45%が封じ込められ、これ以上の拡大も見込まれなかったことから、避難していたピープル・ヴァレーの住民は7月4日までには帰宅を遂げ、4日後の7月8日にはヤーネルの住民も帰宅した。そして7月10日に火災は完全に消し止められた。
ヤヴァパイ郡警察はヤーネルにて127棟の建築物が、ピープル・ヴァレーで2棟が火災によって破壊されたと発表した。また、警察は火災の引火点はヤーネルのグレン・イラー地区であり、その近辺では半数以上の建築物が焼失したと発表した。火災の間、アリゾナ州道89号線は40kmにわたって封鎖され、鎮火後も24kmの区間は7月30日まで封鎖された。
ヤーネルには全面避難命令が、ピープル・ヴァレーには一部避難命令が発令され、合計で少なくとも600人が避難した。避難所はプレスコット市のヤヴァパイ大学に設置され、赤十字によってブランケットや食料の配布、医療手当てなどが行われた。また、州道89号線が封鎖されてヤヴァパイ大学へ向かえない住民のためにマリコパ郡の高校にも避難所が設置され、赤十字によると351人がそこで避難生活を送った。

## 犠牲者
- Andrew Ashcraft, 29
- Anthony Rose, 23
- Christopher MacKenzie, 30
- Clayton Whitted, 28
- Dustin Deford, 24
- Eric Marsh, 43
- Garret Zuppiger, 27
- Grant McKee, 21
- Jesse Steed, 36
- Joe Thurston, 32
- John Percin, 24
- Kevin Woyjeck, 21
- Robert Caldwell, 23
- Scott Norris, 28
- Sean Misner, 26
- Travis Carter, 31
- Travis Turbyfill, 27
- Wade Parker, 22
- William Warneke, 25

6月30日、火災によってプレスコット市消防局の精鋭部隊であるグラナイト・マウンテン・ホットショッツのメンバー20人の内19人が死亡した。消防士たちは茂みの中で防火テントを被っていたが火災は1,090℃にのぼり、そこにいた全員が死亡した。プレスコット市はその後19人の名前を全て公表した。
20人の内ただ1人生き残ったホットショッツの隊員は21歳のブレンダン・マクドナウであり、彼は火災の様子を確認する偵察に出ていたときに火の手に襲われた。マクドナウは隊長と無線によって連絡を取り合い、徒歩で火災から逃げていたところを別のホットショッツであるブルー・リッジ・ホットショッツの車両によって救出された。その後、ブルー・リッジ・ホットショッツはグラナイト・マウンテン・ホットショッツの救出に向かおうとしたが、火の手に阻まれて不可能であったため、取り残されていたヤーネルの住民の避難を行った。
午後4時42分ごろ、火災はグラナイト・マウンテン・ホットショッツを襲った。ヘリコプターが救出に向かったのはその2時間後で、アリゾナ州の警官であるエリック・タールが防火テントを被った19人の遺体を発見した。
全米防火協会によると、この火災による消防士の犠牲者は、山火事としては1933年に起こったグリフィスパーク火災以来最悪で、2001年のアメリカ同時多発テロ以降で最も多いという。

### 反応
6月30日、アリゾナ州知事のジャン・ブリュワーが哀悼の意を表明した。彼女は州内において、7月19日まで半旗を掲げるよう要請した。また、バラク・オバマ大統領は7月1日に声明を発表し、連邦政府による支援を約束し、19人を英雄として称賛した。
連邦緊急事態管理庁の長官も同じような声明を発表し、7月2日にはアリゾナ・カーディナルズのメンバーが赤十字の避難所を訪問し、チームは殉職した消防士や警察官の家族のアシスタントを行う団体である100 Club of Arizonaに10万ドルを寄付した.。また、当団体は、7月4日までに約80万ドルが犠牲者の家族のために集められたと発表した。

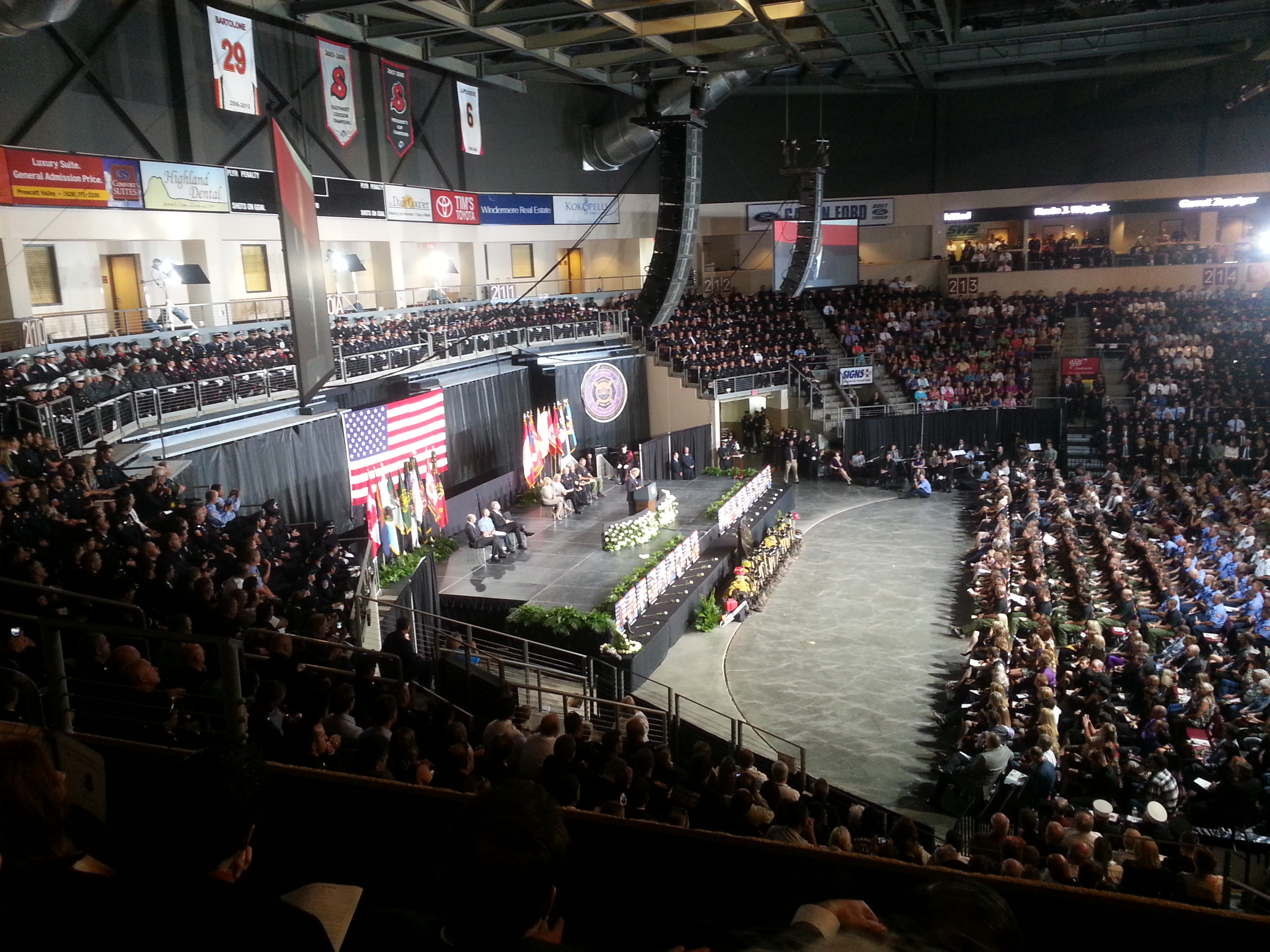
追悼式典の様子

7月2日、プレスコット・ヴァレーで行われた追悼式典が行われ、副大統領のジョー・バイデンやアリゾナ州知事のジャン・ブリュワーを含めた約3,000人が式典に参加した。また、9日にはプレスコット市でも式典が行われ、国内に100以上のホットショッツなど数千人が参加し、そこでは唯一の生存者であるブレンダン・マクドナウがスピーチを述べた 。その後、個々の犠牲者の追悼式典もまた、彼らのふるさとにて行われた。
事故後、記念公園が各地に作られた。ホットショッツを称えるために作られたグラナイト・マウンテン・ホットショッツ州立公園はその内の一つであり、ホットショッツの足跡をたどるように州道89号線の駐車場から展望台までの約4.8kmの登山道が続き、彼らが死亡した現場にたどり着く。現場には、そこを取り囲むように19個の蛇篭が設けられている。

## その後
森林の管理者や安全管理のエキスパートなどで構成される調査委員会が7月2日にアリゾナ入りした。委員会の目的は、同じような事故を防ぐために可能な限り何が起こったか把握することであった。
3か月の調査の後、アリゾナ州の森林局はレポートと検証ビデオを9月28日に発表した。この調査では、19人の消防士の過失や無謀な行動をとったという証拠はないと発表された。また、無線トラフィックが多かったために無線通信に問題があったことや、いくつかの無線機に適切なトーンガードがプログラムされていなかったことが判明した。
12月4日、職場の安全を監督するアリゾナ州産業委員会は調査に基づいて、隊員の命よりも財産の保護を優先させ、撤退命令を早期に下さなかったとして州の林業局を非難し、約56万ドルの罰金を科した。

### メディアにおいて
アウトドア雑誌であるアウトサイド・マガジンは2013年8月に『The Granite Mountain Hotshots and the Yarnell Hill Fire』というドキュメンタリー映画を公開した。映画には犠牲者の友人、親戚、同僚、そして唯一の生存者であるブレンダン・マクドナウが出演した。また、2016年にマクドナウは自身の体験談『My Lost Brothers: The Untold Story by the Yarnell Hill Fire's Lone Survivor』を出版した。
2017年、コロムビア映画はこの出来事に基づく映画『オンリー・ザ・ブレーブ』を公開した。この映画は平均的な評価よりは良い評価を得たものの、興行収入は芳しくなく、予算を1,200万ドル近く下回る結果となった。